# 사모사타의 파울로스
사모사타의 파울로스(고대 그리스어: Παῦλος ὁ Σαμοσατεύς, 200년경 - 275년경)는 260년부터 272년까지 안티오케이아의 주교였으며, 그의 이름을 따서 명명된 파울로스파 이단의 창시자였다.  그는 반삼위일체 교리인 역동적 단일신론의 신봉자였고, 그의 가르침은 양자론적 견해를 반영했다.
사모사타의 파울로스는 그리스도의 신성을 지나치게 강조하는 이론에 반발하였다. 파울로스는 예수가 동정녀에게서 태어났으며, 그의 세례시에 성령이 임하여 그리스도가 되었고, 예수 그리스도의 도덕과 세례시 그에게 주어진 이적적 능력으로 그는 계속하여 하나님과 교제를 가질 수 있었다고 주장하였다. 파울로스는 이러한 견해로 인해 비난을 받았고, 268년 안티오케이아 회의에서 이단으로 정죄받았다. 그러나 그는 팔미라의 여왕 제노비아의 재무관이었기에 여왕의 보호를 받아 자신의 교구를 지킬 수 있었다. 그는 272년 로마 황제 아우렐리아누스가 안티오케이아를 탈환하면서 축출되었다.

## 같이 보기
- 보고밀파
- 비잔티움의 테오도투스